# Signo de Chilaiditi
El  signo de Chiliaditi  es  la interposición del intestino grueso entre el hemidiafragma derecho y el hígado visualizado con métodos de diagnóstico por imágenes (por ej. radiografía, tomografía computada o resonancia magnética).
Cuando además de la imagen, esta variante anatómica también causa sintomatología, se denomina síndrome de Chilaiditi.
Su nombre es en honor a al médico radiólogo griego Dimítrios Chilaiditi (radiólogo austríaco de origen griego) que lo describió por primera vez en 1910.